# Mont Saint-Laurent
Le Mont Saint-Laurent est une côte belge, située à Frasnes-lez-Anvaing dans la province de Hainaut.
La côte a une longueur de 1 100 mètres pour une dénivelée de 86 mètres. Son pourcentage moyen est de 7,8 % avec un maximum de 19 %. L'altitude au pied de la côte est de 49 m et le sommet est situé à l'altitude de 135 m. La route comporte une portion en pavés après 150 m et jusqu'à 580 m. Cette portion pavée est la plus pentue. La côte emprunte (la rue) Mont Saint-Martin puis la rue des Vertes Feuilles.
Situé dans le Pays des Collines, le Mont Saint-Laurent est régulièrement emprunté par les courses cyclistes flamandes, comme Kuurne-Bruxelles-Kuurne. La côte se monte vers l'est depuis Saint-Sauveur.